# Чемпионат мира по горнолыжному спорту 2007
39-й чемпионат мира по горнолыжному спорту прошёл с 2 по 18 февраля 2007 года в Оре, лен Емтланд, Швеция. Формат соревнования по горнолыжной комбинации был на нём изменён с классического на «суперкомбинацию».
Героем чемпионата стала 25-летняя шведка Аня Персон, она завоевала пять наград в шести дисциплинах, включая золото в скоростном спуске, супергиганте и комбинации. Лишь в гигантском слаломе Персон сошла во второй попытке, оставшись без медали (после первой она занимала седьмое место и претендовала на награды).

## Общий медальный зачёт
| Место | Страна    | Золото | Серебро | Бронза | Всего |
| ----- | --------- | ------ | ------- | ------ | ----- |
| 1     | Австрия   | 3      | 3       | 3      | 9     |
| 2     | Швеция    | 3      | 2       | 2      | 7     |
| 3     | Норвегия  | 2      | 0       | 0      | 2     |
| 4     | Швейцария | 1      | 1       | 4      | 6     |
| 5     | Италия    | 1      | 1       | 1      | 3     |
| 6     | Чехия     | 1      | 0       | 0      | 1     |
| 7     | США       | 0      | 3       | 0      | 3     |
| 8     | Канада    | 0      | 1       | 0      | 1     |
| 9     | Франция   | 0      | 0       | 1      | 1     |

## Медалисты

### Мужчины
| Дисциплина        | Золото                        | Серебро                    | Бронза                   |
| ----------------- | ----------------------------- | -------------------------- | ------------------------ |
| Скоростной спуск  | Аксель Лунд Свиндаль Норвегия | Ян Худек Канада            | Патрик Йербюн Швеция     |
| Супергигант       | Патрик Штаудахер Италия       | Фриц Штробль Австрия       | Бруно Кернен Швейцария   |
| Гигантский слалом | Аксель Лунд Свиндаль Норвегия | Даниэль Альбрехт Швейцария | Дидье Кюш Швейцария      |
| Слалом            | Марио Матт Австрия            | Манфред Мёльгг Италия      | Жан-Батист Гранж Франция |
| Комбинация        | Даниэль Альбрехт Швейцария    | Бенджамин Райх Австрия     | Марк Берто Швейцария     |

### Женщины
| Дисциплина        | Золото                 | Серебро                       | Бронза                |
| ----------------- | ---------------------- | ----------------------------- | --------------------- |
| Скоростной спуск  | Аня Персон Швеция      | Линдси Вонн США               | Николь Хосп Австрия   |
| Супергигант       | Аня Персон Швеция      | Линдси Вонн США               | Рената Гётшль Австрия |
| Гигантский слалом | Николь Хосп Австрия    | Мария Пиетиля Хольмнер Швеция | Дениз Карбон Италия   |
| Слалом            | Шарка Загробская Чехия | Марлис Шильд Австрия          | Аня Персон Швеция     |
| Комбинация        | Аня Персон Швеция      | Джулия Манкусо США            | Марлис Шильд Австрия  |

### Команды
| Дисциплина             | Золото                                                                                                   | Серебро                                                                                             | Бронза                                                                                               |
| ---------------------- | --- | --------------------------------------------------------------------------------------------------- | --- |
| Командные соревнования | Австрия · Михаэла Киргхассер · Рената Гётшль · Бенджамин Райх · Марлис Шильд · Марио Матт · Фриц Штробль | Швеция · Анна Оттоссон · Аня Персон · Йенс Бюггмарк · Патрик Йербюн · Маркус Ларссон · Ханс Ульссон | Швейцария · Сандра Джини · Рабеа Гранд · Надя Штигер · Фабьенн Сутер · Даниэль Альбрехт · Марк Берто |